# Parvocellulair pad

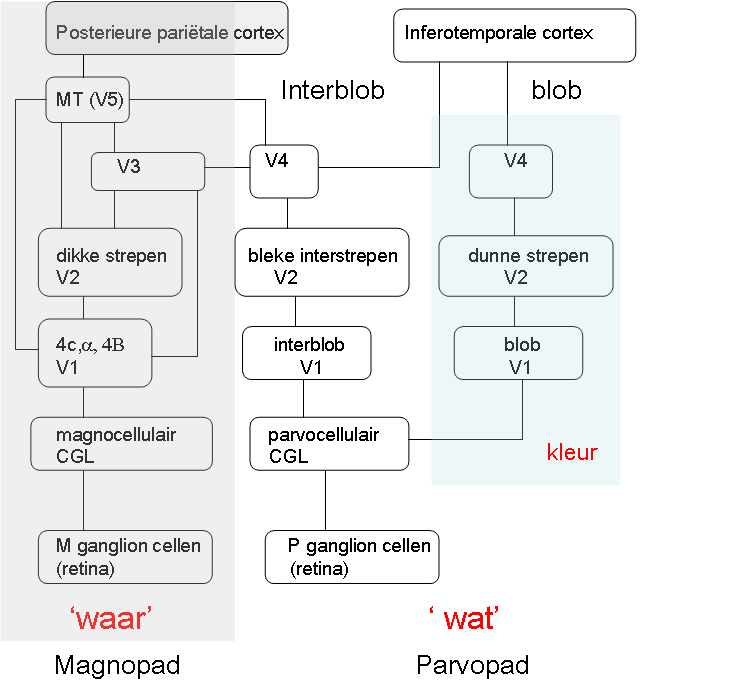
Magnocellulaire en parvocellulaire banen van het visuele systeem. Ook de fijnere indeling van het parvopad in het blob- (kleur) en interblob- (niet kleur) systeem is getoond. CGL= corpus geniculatum laterale van thalamus. V1, V2, V3, V4 en V5 (MT) zijn aanduidingen van stations in de visuele cortex

Het parvocellulaire pad is een onderdeel van het visuele systeem. Het loopt van het netvlies via de thalamus naar de primaire visuele schors en vandaar naar de cortex temporalis inferior. Het wordt ook wel het 'wat'-systeem genoemd. Parallel hiermee loopt het magnocellulaire pad. Dit loopt van het netvlies via de thalamus en de primaire visuele schors naar de cortex parietalis posterior en wordt het 'waar'-systeem of het 'hoe'-systeem genoemd.

## Stations in de routes
Parvo- en magnopaden maken deel uit van de primaire visuele route (ook wel geniculostriate route genoemd). Het parvopad wordt gevormd door cellen met een klein cellichaam (Latijn: parvus="klein") die gevoelig zijn voor fijne details en kleur, terwijl het magnopad bestaat uit cellen met een groot cellichaam (Latijn: magnus="groot") die gevoelig zijn voor algemene contouren en snelle bewegingen. Beide paden ontspringen in ganglioncellen van het netvlies en projecteren vervolgens naar verschillende lagen van het corpus geniculatum laterale (CGL) van de thalamus (magnopad: lagen 1 en 2, parvopad: lagen 3 tm 6). Na het verlaten van het corpus geniculatum laterale,vindt er een verder differentiatie plaats in drie routes. In laag 4 van area V1 maken parvo- en magpaden eerst contact met verschillende deelagen (of sublaminae). Het parvopad splitst zich in area V1 (primaire visuele schors) dan in blob- en interblobcellen. In het volgende station van de visuele schors (area V2) maken maakt de magnobaan contact met zogenaamde dikke strepen en de parvopad met zogenaamde interstrepen (interblobsysteem) en dunne strepen (blobsysteem). Deze termen zijn ontleend aan kleuringstechnieken waarmee Zeki subtiele verschillen in de structuur van celgroepen in area V2 van apen ontdekte. Via de stations area MT (area V5) en area V4 bereiken magno- en parvopaden dan hun eindstations, namelijk de cortex parietalis posterior en de cortex temporalis inferior (zie verder ook visuele schors).
Hoewel er veel overlap is tussen beide paden (vooral bij hogere stations in de route) kan globaal gesteld worden dat het parvopad gespecialiseerd is in de waarneming van kleur (blob) en vorm (interblob) en het magnopad in de waarneming van beweging.